# Luis Francisco Ruiz Aguilar
Luis Francisco Ruiz Aguilar (Santa Marta, 13 de enero de 1983) es un médico y político colombiano, que actualmente se desempeña como Gobernador de Caquetá. Se graduó como médico en la Universidad Cooperativa de Colombia y ha continuado su formación con estudios especializados en el sector de la salud y la administración pública. Antes de su elección como gobernador en 2023, Ruiz Aguilar ocupó diversos cargos de liderazgo en el sector público y en instituciones médicas en el Departamento de Caquetá, destacándose por su compromiso con la mejora de los servicios de salud y el desarrollo comunitario en Caquetá.

## Biografía
Luis Francisco Ruiz Aguilar (Santa Marta, 13 de enero de 1983) es un médico y político colombiano, actual Gobernador de Caquetá. Se graduó como médico en 2004 en la Universidad Cooperativa de Colombia y ha continuado su formación académica con varios estudios especializados. En 2013, completó un diplomado en Gestión Pública en la Universidad de la Amazonia, seguido por un curso de interpretación en modelos de Gestión en 2016. En 2017, obtuvo una especialización en Gerencia en Salud en la Fundación Universitaria Juan N. Corpas, y en 2019, un Magíster en Administración en la Universidad de la Amazonia. En 2022, se especializó en sistemas de garantía de calidad y auditoría de servicios de salud en la Fundación Universitaria Juan N. Corpas.
Ruiz Aguilar ha ocupado diversos cargos de liderazgo en el sector público y sanitario, incluyendo la dirección de instituciones médicas y la gestión administrativa en municipios como Cartagena del Chairá. Durante su mandato como alcalde de este municipio, fue reconocido por su gestión eficiente y por recibir el premio al Mejor Alcalde de Colombia en los municipios de sexta categoría por Colombia Líder.
En las elecciones regionales de 2023, Ruiz Aguilar se presentó como candidato independiente, avalado por un movimiento de firmas y con el apoyo del Partido Cambio Radical. Resultó elegido Gobernador del Caquetá con 72.489 votos, equivalentes al 41,44% del total. Asumió el cargo el 1 de enero de 2024. Desde entonces, ha trabajado para promover el desarrollo integral y mejorar la calidad de vida de los habitantes del departamento, enfocándose en la modernización del sector salud y en el fortalecimiento de la infraestructura pública.
Ruiz Aguilar reconoce el valor fundamental de la familia y ha contado con el apoyo incondicional de su esposa, Derly Arias Córdoba, quien es la gestora social del departamento de Caquetá. Derly Arias Córdoba ha desempeñado un papel crucial en la implementación de programas sociales y comunitarios, enfocándose en el bienestar de las familias vulnerables, la promoción de la educación, y el desarrollo de proyectos de inclusión social. Su trabajo ha sido fundamental para fortalecer el tejido social del departamento y mejorar la calidad de vida de sus habitantes.

## Trayectoria profesional
Luis Francisco Ruiz Aguilar ha construido una sólida carrera en el sector público, destacándose por su compromiso con el servicio y la gestión eficiente. Comenzó su trayectoria como médico en la ESE Sor Teresa Adele, donde desarrolló habilidades clave en el ámbito clínico y comenzó a entender las complejidades del sistema de salud.
Posteriormente, asumió roles de liderazgo como Director Administrativo en la Clínica Chairá S.A.S., donde demostró su capacidad para administrar recursos y mejorar la calidad de los servicios de salud para la comunidad. Su experiencia se amplió al convertirse en Gerente de la Empresa Municipal de Servicios Públicos Domiciliarios de OIBA E.S.P., donde implementó medidas para mejorar la eficiencia operativa y la cobertura de servicios esenciales.
Entre 2012 y 2015, Ruiz Aguilar fue Alcalde del municipio de Cartagena del Chairá, periodo en el cual implementó proyectos significativos de infraestructura y desarrollo comunitario que beneficiaron a los residentes locales. En el ámbito de la salud, ha ocupado importantes cargos gerenciales, incluyendo la dirección de la ESE Rafael Tovar Poveda y el Hospital Malvinas Héctor Orozco Orozco en Florencia, donde trabajó para mejorar la atención médica y fortalecer los servicios hospitalarios.
Antes de su elección como Gobernador del Caquetá en octubre de 2023, Ruiz Aguilar desempeñó el rol de gerente en la ESE Hospital Departamental María Inmaculada, consolidando su reputación como líder en la gestión de instituciones de salud pública. Su vasta experiencia y dedicación al servicio público lo llevaron a obtener la confianza de los ciudadanos del Caquetá, quienes lo eligieron con un sólido respaldo de 72,489 votos en las elecciones regionales, convirtiéndolo en el nuevo líder regional bajo la Coalición Revive Caquetá. Desde el 1 de enero de 2024, ha asumido el compromiso de promover el desarrollo integral y mejorar la calidad de vida de los habitantes del departamento.

## Trayectoria política
Alcalde de Cartagena del Chairá (2012-2015)
Luis Francisco Ruiz Aguilar asumió la alcaldía de Cartagena del Chairá luego de ganar las elecciones del 30 de octubre de 2011 con 2,367 votos, representando al Partido Conservador Colombiano y obteniendo el 38.22 % del total de los votos, según datos de la Registraduría Nacional del Estado Civil de Colombia. Su mandato se destacó por ser premiado como el mejor alcalde de municipios de entre 20,001 y 100,000 habitantes durante el período 2012-2015.
Compromiso y Transformación
La gestión de Ruiz Aguilar se caracterizó por un enfoque en soluciones prácticas, trabajo dedicado y un profundo sentido de pertenencia y búsqueda del bien común. Médico de profesión y residente en Caquetá desde hacía 14 años, Ruiz Aguilar dejó una huella significativa en Cartagena del Chairá, impulsando una transformación visible en el municipio. Su administración, bajo el lema "Obras y no promesas", destacó por la eficiencia en la ejecución de su plan de desarrollo, gracias a la colaboración entre entidades municipales, departamentales, nacionales, internacionales y la participación activa de la comunidad.
Principales Logros
1. Servicios Básicos y Urbanismo:
  - Suministro de agua potable al 100 % del área urbana.
  - Pavimentación del 80 % de las vías, mejorando la movilidad y el comercio.
2. Educación y Cultura:
  - Mejoramiento y dotación de 143 instituciones educativas, beneficiando a 8,891 estudiantes.
  - Construcción de un mega colegio para 1,500 alumnos, Centros de Desarrollo Infantil y un Centro Geriátrico.
  - Inversión en la promoción de la cultura y el deporte, apoyando a grupos artísticos y creando escenarios deportivos.
3. Desarrollo Rural:
  - Electrificación de 48 veredas, proporcionando energía continua y mejorando las condiciones de vida.
  - Impulso a la generación de empleo mediante el desarrollo agrícola, con la adjudicación de cuatro de cinco megaproyectos presentados al Gobierno Nacional.

Administración Eficiente y Colaborativa
Ruiz Aguilar atribuyó el éxito de su administración al liderazgo y trabajo en equipo. Implementó una reestructuración administrativa, ajustando los perfiles profesionales para mejorar las capacidades del equipo y reduciendo a tres las secretarías del Despacho para mayor eficiencia. Este enfoque colaborativo y de articulación entre funcionarios públicos fue clave para su gestión.
Confianza y Seguridad
Durante su mandato, se fortaleció la confianza en la institucionalidad, mejorando la participación ciudadana y aumentando la credibilidad del gobierno municipal. Entre los logros adicionales se incluyen:
- Reducción de índices de homicidios.
- Remodelación de la estación de Policía y del Palacio Municipal.
- Construcción de dos puestos de salud y el Centro de Integración Ciudadana.
- Apoyo a la población en situación de discapacidad y atención a víctimas de la violencia.
- Mejora en la eficiencia fiscal y administrativa.

Legado Duradero
La administración de Luis Francisco Ruiz Aguilar dejó un impacto perdurable en Cartagena del Chairá, superando desafíos históricos y logrando avances que no se habían alcanzado en décadas. Su éxito se reflejó en el reconocimiento y aprecio de la comunidad, consolidando su legado como un líder transformador y comprometido con el desarrollo integral del municipio.

## Gobernador de Caquetá (2024 - 2027)
Luis Francisco Ruiz Aguilar es un político destacado en el departamento del Caquetá, Colombia. Durante el primer semestre de 2023, lideró una campaña de recolección de firmas que duró seis meses, logrando reunir más de 50,000 firmas validadas por la Registraduría Nacional del Estado Civil de Colombia. Esta iniciativa contó con el apoyo del Grupo Significativo Ciudadano “Revive Caquetá”, una plataforma política independiente enfocada en el desarrollo regional.
Su candidatura a la Gobernación del Caquetá en las elecciones locales de 2023 fue notable tanto por la cantidad de firmas recolectadas como por la coalición formada con el Partido Cambio Radical. Su propuesta integral, respaldada por "Revive Caquetá" y Cambio Radical, resonó entre los caqueteños, obteniendo 72,489 votos la votación más alta para la Gobernación del Caquetá. Este resultado subraya la confianza en su liderazgo y marca un hito al vencer a las maquinarias políticas tradicionales y a la campaña de xenofobia en su contra, evidenciando el apoyo a su movimiento independiente “Revive Caquetá”.
Como Gobernador del Caquetá desde 2024 hasta 2027, Ruiz Aguilar ha enfocado su mandato en mejorar la infraestructura, salud, educación y desarrollo económico sostenible de la región. Su administración también busca fortalecer la seguridad y la cohesión social, considerados elementos clave para el progreso del departamento.
La visión de Luis Francisco Ruiz Aguilar para Caquetá es un futuro próspero donde todos los ciudadanos tengan oportunidades de prosperar y contribuir al crecimiento comunitario. Su liderazgo se distingue por la transparencia, inclusión y compromiso con las necesidades de la población caqueteña.

## Logros obtenidos
- Reconocimiento como Mejor Alcalde de Colombia (2012-2015): Luis Francisco Ruiz Aguilar fue destacado como el mejor Alcalde de Colombia durante su mandato en Cartagena del Chairá. Este reconocimiento se basó en su eficiente gestión y los significativos avances logrados en el municipio, tales como mejoras en infraestructura, servicios públicos y desarrollo comunitario.[4]
- Mejoras en Infraestructura y Servicios: Como gerente de la Comuna Las Malvinas, Héctor Orozco Orozco lideró proyectos que transformaron la infraestructura local y mejoraron la calidad de servicios esenciales. Entre sus logros destacan la pavimentación de calles, la instalación de sistemas de alcantarillado y la modernización de espacios públicos, beneficiando directamente a miles de residentes.
- Obras de Gran Impacto en Caquetá: Durante su administración, Luis Francisco Ruiz Aguilar realizó obras significativas en 10 de los 16 municipios del departamento de Caquetá. Estas incluyeron la construcción y rehabilitación de vías principales, la implementación de programas de vivienda social y la creación de parques recreativos, contribuyendo al desarrollo integral de la región.
- Electrificación y Megacolegios: Como parte de su compromiso con el desarrollo rural, Ruiz Aguilar llevó a cabo la electrificación de más de 50 veredas y la construcción de megacolegios en Cartagena del Chairá y El Paujil. Estas iniciativas no solo mejoraron la calidad de vida de los habitantes al proporcionar acceso a servicios básicos, sino que también fortalecieron el sistema educativo local al ofrecer instalaciones modernas y adecuadas para el aprendizaje.